# بوب هوفمان
بوب هوفمان (بالإنجليزية: Bob Hoffman) هو لاعب كرة قدم أمريكية أمريكي، ولد في 13 ديسمبر 1917 في ستار سيتي في الولايات المتحدة، وتوفي في 13 أبريل 2005.